# Mount Kaputar
Mount Kaputar är ett 1 508 meter högt berg nära Narrabri i norra New South Wales, Australien. Berget är en del av Nandewar Range och har blivit en del av Mount Kaputar National Park.
Mount Kaputar är resterna av en slocknad vulkan som var aktiv för ungefär 18 miljoner år sedan. Mount Lindesay ligger, antagligen, i mitten av den forna vulkanen. Vegetationen på berget består till övervägande del av torr sclerophyllskog.

## Referenser

Panoramabild från toppen